# 幸せパスタストーリー
『幸せパスタストーリー』（しあわせパスタストーリー）は、日本のWebアニメ作品。現在はキャンペーンを終了している。

## 概要
Yahoo! JAPAN PR企画として『クラフト パルメザンチーズ×世界名作劇場』と題し、小山薫堂が監修し世界名作劇場の各7作品とクラフトパルメザンチーズとのコラボレーションとして『GYAO!』Web期間限定配信されたオリジナルアニメ短編作品。オリジナルキャラクターである妖精パルメが各作品世界に登場し、クラフトパルメザンチーズを振りかけることで主人公たちを幸せにしていくという内容。声優は一部を除き代役が演じている。公式サイトで作中で登場したパスタのレシピを公開している（各パスタについては、各編の紹介パスタを参照）。
2010年11月1日-2011年1月31日の期間で配信され、2週間で50万視聴を記録する人気となっている。また各作品の第1話も限定配信された。公式サイトではフォトコンテストも開催された。
2011年10月1日から12月31日まで「おうちで幸せカルボナーラキャンペーン」として『幸せのカルボナーラ』（フランダースの犬編）が配信された。

## 登場人物

### オリジナルキャラクター
パルメ
声 - 日高里菜
クラフト パルメザンチーズの妖精の見習い。たくさんの人を笑顔にして一人前の妖精になることを夢見ている。パスタにパルメザンチーズを振り掛けることで不思議な魔法をかけることができる。

### フランダースの犬編
ネロがパトラッシュを飼い始めて以降のエピソードとなっている。
- 紹介パスタ - ネロの牛乳カルボナーラ

ネロ・ダース(CV：喜多道枝)
アロア・コゼツ（CV不明（オリジナル : 麻上洋子→桂玲子、松尾佳子））
パトラッシュ
すでに、ネロの家で暮らしている。

### あらいぐまラスカル編
- 紹介パスタ - ラスカルの森と畑のクリームパスタ

スターリング・ノース（CV不明（オリジナル : 内海敏彦））
アリス・スティーブンソン（CV不明（オリジナル : 冨永みーな））
ラスカル（CV山田栄子（オリジナル : 野沢雅子））

### 母をたずねて三千里編
ジェノバ帰郷後のエピソード。
- 紹介パスタ - マルコのふるさとジェノベーゼ

マルコ・ロッシ（CV不明（オリジナル : 松尾佳子））
アメデオ
ペッピーノ（CV不明（オリジナル : 永井一郎））
フィオリーナ・ペッピーノ（CV不明（オリジナル : 信沢三惠子））
ジュリエッタ・ペッピーノ（CV日高里菜（オリジナル : 千々松幸子））
コンチエッタ・ペッピーノ（CVなし（オリジナル : 小原乃梨子））
アンナ・ロッシ（CV不明（オリジナル : 二階堂有希子））
ピエトロ・ロッシ（CV不明（オリジナル川久保潔））
トニオ・ロッシ（CV不明（オリジナル : 曽我部和行））

### 赤毛のアン編
アンがカスバート家（マリラとマシュウの家）で暮らすようになって以降のエピソード。
- 紹介パスタ - アンの赤いクリームパスタ

アン・シャーリー(CV：山田栄子)
ダイアナ・バリー（CV日高里菜（オリジナル : 高島雅羅））
マシュウ・カスバート（CV不明（オリジナル : 槐柳二））
マリラ・カスバート（CV喜多道枝（オリジナル : 北原文枝）

### トム・ソーヤーの冒険編
- 紹介パスタ - トム・ソーヤーのわんぱく焼きパスタ

トム （CV山田栄子（オリジナル : 野沢雅子））
ハック（CV中友子（オリジナル : 青木和代））
インジャン・ジョー（CV不明（オリジナル : 蟹江栄司→内海賢二））

### 小公女セーラ編
- 紹介パスタ - セーラのチーズカレーパスタ

セーラ・クルー（CV不明（オリジナル : 島本須美））
マリア・ミンチン（CV中友子（オリジナル : 中西妙子））
ラビニア・ハーバート(CV：山田栄子)
ラビニアの父（CV不明（オリジナル : 岸野一彦））

### 七つの海のティコ編
- 紹介パスタ - ナナミとティコのイカ墨パスタ

ナナミ・シンプソン（CV日高里菜（オリジナル : 林原めぐみ））
スコット・シンプソン（CV不明（オリジナル : 池田秀一））
アル（アルフォンゾ・アンドレッティ）（CV不明（オリジナル : 緒方賢一））
ティコ

## スタッフ
- 監修 - 小山薫堂
- 脚本 - 内田ぼちぼち
- アニメーション - 佐藤好春

## 幸せのカルボナーラ
『フランダースの犬』編のオリジナルエピソード。配達中に荷車が壊れてしまったネロとパトラッシュは、ヘルマンという青年に出会う。パルメは登場するものの、影から手助けするだけで直接ストーリーには関わっていない。
ヘルマン（CV不明）
荷車が壊れて困っていたネロを助けた青年。しかし母親を探していたところ、泥棒と疑われ捕まってしまう。
ネロ・ダース（CV喜多道枝）
パトラッシュ
アロア・コゼツ（CV不明（オリジナル : 麻上洋子→桂玲子、松尾佳子））
ジョルジュ（CV日比愛子（オリジナル : 駒村クリ子））
ポール（CV不明（オリジナル : 菅谷政子））

### スタッフ
- 脚本 - 真保裕一
- 絵コンテ - しぎのあきら
- 演出 - 石橋佳之
- 作画監督 - 藤原宏樹